# Бородастик китайський
Бородастик китайський (Psilopogon faber) — вид дятлоподібних птахів родини бородастикових (Megalaimidae).

## Поширення
Ендемік Китаю. Його природними середовищами існування є субтропічні або тропічні вологі низинні ліси та субтропічні або тропічні вологі гірські ліси.